# Koledž Dartmut
Koledž Dartmut (engl. Dartmouth College) je privatni, koobrazovni univerzitet koji se nalazi u gradu Hanover u američkoj državi Nju Hempšir. Osnovan je godine 1769. pod nazivom „Staratelji koledža Dartmut”, po inicijativi kongregacionalnog sveštenika Elezara Viloka sa sredstvima koje je uglavnom prikupao indijanski sveštenik Samson Okom, a prvotna misija koledža je bila da domorodačko stanovništvo Severne Amerike prihvati hrišćanstvo i kulturu doseljenika. Nakon dugotrajnog perioda financijskih teškoća i političkih pritisaka, Dartmut je od relativne nepoznanosti postao vodeća škola početkom 20. veka. Dartmut predstavlja člana Lige bršljana, odnosno jednog od devet kolonijalnih koledža osnovanih u SAD pre sticanja nezavisnosti. Iako osnovan kao škola za obrazovanje domorodaca u hrišćanskoj teologiji i engleskom načinu života, Dartmut je prvenstveno tokom svoje rane istorije obučavao kongregacijske sveštenike pre nego što se postepeno sekularizovao, izlazeći na prelazu u 20. vek iz relativne nepoznatosti u nacionalnu prominenciju.
Osim što u njemu postoje diplomske studije iz slobodnih veština, univerzitet nudi dodiplomsku nastavu u 40 akademskih departmana i interdisciplinarnim programima, uključujući 57 smerova studija iz humanistike, društvenih nauka, prirodnih nauka i inženjerstva, i omogućava studentima da dizajniraju specijalizovana usmerenja ili da se uključe u programe dualnog obrazovanja. Dartmut sadrži pet konstitutivnih škola: originalni dodiplomski fakultet, Gajzelovu Medicinsku školu, Tejerovu inženjersku školu, Takovu poslovnu školu i Gvarinovu školu za postdiplomske i napredne studije. Univerzitet je takođe povezan sa Medicinskim centrom Dartmut-Hičkok, Rokfelerovim institutom za javnu politiku i Hopkinsovim centrom za umetnost. Sa upisom studenata od oko 6.600, Dartmut je najmanja od svih škola Lige bršljana. Prijave na dodiplomske studije veoma su konkurentne, sa stopom prihvatanja od 8,8% za Klasu 2024.
Dartmut se nalazi na ruralnom zemljištu od 269 rala (1.1 km²) u oblasti gornje doline u Nju Hempširu. S obzirom da je koledž izolovan, dosta studenata sudeluje u sportskim programima. Dartmut ima 34 sportska tima koji se u raznim sportovima natiču u konferenciji Lige bršljana uNCAA Diviziji I NCAA. Studenti su takođe poznati po vernosti drevnim tradicijama koledža.
Dartmut je konzistentno uvršten među najviše rangirane univerzitete u Sjedinjenim Državama po osnovi nekoliko institucionalnih rangiranja, i preduzeće U.S. News & World Report navodi Dartmut kao vodeći univerzitet za dodiplomsku nastavu i istraživanje. U 2018. godini Karnegijeva klasifikacija institucija visokog obrazovanja navela je Dartmut kao jedini „većinski dodiplomski”, „fokusiran na umetnost i nauke”, „doktorski univerzitet” u zemlji koji ima „delimični diplomski saživot” i „veoma visoku istraživačku aktivnost”.
Univerzitet je u svojoj istoriji imao mnoge istaknute diplomirane đake, uključujući 170 članova Senata SAD i Predstavničkog doma SAD, 24 guvernera SAD, 10 milijardera, 10 sekretara američkog kabineta, 3 dobitnika Nobelove nagrade, 2 sudije Vrhovnog suda SAD i potpredsednika SAD. Ostali istaknuti bivši đaci su 79 Rodsovih naučnika, 26 dobitnika Maršalove stipendije, 13 dobitnika Pulicerove nagrade i brojne Makartur genius stipendiste, Fulbrajtove naučnike, izvršne direktore i osnivače Forčun 500 korporacija, visokorangirane diplomate SAD, naučnike u akademiji, književne i medijske ličnosti, profesionalne sportiste i olimpijske medaljiste.

## Literatura
- Behrens, Richard K., "From the Connecticut Valley to the West Coast: The Role of Dartmouth College in the Building of the Nation," Historical New Hampshire, 63 (Spring 2009), 45–68.
- Chase, Frederick; John King Lord (1913). A History of Dartmouth College and the Town of Hanover, New Hampshire, Volume 2 (1 изд.). Concord, N.H.: J. Wilson, The Rumford Press. OCLC 11267716. (Read and download public domain copy via Google Books.)
- Drake, Chuck (2004). Dartmouth Outing Guide (Fifth изд.). Dartmouth Outing Club.
- Graham, Robert B. (1990). The Dartmouth Story: A Narrative History of the College Buildings, People, and Legends. Dartmouth Bookstore.
- Glabe, Scott L. (2005). Dartmouth College: Off the Record. College Prowler. ISBN 978-1-59658-038-1.
- Hughes, Molly K.; Susan Berry (2000). Forever Green: The Dartmouth College Campus—An arboretum of Northern Trees. Enfield Books. ISBN 978-1-893598-01-0.
- Richardson, Leon B. (1932). History of Dartmouth College. Dartmouth College Publications. OCLC 12157587.
- Listen, Look, Likeness: examining the portraits of Félix de la Concha Архивирано на веб-сајту  (30. јул 2014) 2009 ArtsEditor.com article

## Spoljašnje veze
- Званични веб-сајт
- Dartmouth Athletics website